# Guglielmo di Cabriano
Guglielmo di Cabriano (XII secolo – Ravenna, 31 luglio 1201) è stato un arcivescovo cattolico e giurista italiano.
Fu vescovo di Asti con il titolo di Guglielmo II tra il 1173 ed il 1191 e arcivescovo metropolita di Ravenna tra il 1191 e il 1201.
Guglielmo fu uno dei maggiori vescovi di Asti del XII secolo e giocò un importante ruolo nelle strategie politiche nell'Italia del tempo.

## Biografia
Nato in una famiglia nobile di Brescia, il primo documento riferito a Guglielmo è del 14 luglio 1173 dove i fratelli Rogeiro e Aimone, gli cedettero il feudo di Lequio.
Allievo del glossatore Bulgaro, Guglielmo di Cabriano fu professore di diritto civile a Bologna.
Il 3 novembre 1078, papa Gregorio VII affidò a Guglielmo, a Cuniberto, vescovo di Torino e al vescovo d'Alba, l'incarico di far desistere Bonifacio del Vasto dalle nozze con la cognata, intento non andato a buon fine.
Guglielmo, nel 1183, fu incaricato di comporre le proposte di pace nel congresso di Ferrara con i vescovi di Torino, Bergamo e Como.
Presenziò alla pace di Costanza tra il Barbarossa e la Lega lombarda in qualità di messo imperiale.
Nel 1186, la intercessione del "...karissimi nostri Guillelmi ... episcopi", permise agli astigiani di essere dispensati da Federico I degli appelli di tassa da 25 lire astesi in giù.
Si recò a Roma nel 1191 per l'incoronazione di Enrico VI; in quell'occasione, ricevette dal papa Celestino III la nomina ad arcivescovo di Ravenna. L'11 febbraio 1192 Guglielmo partì da Asti e si trasferì a Ravenna.

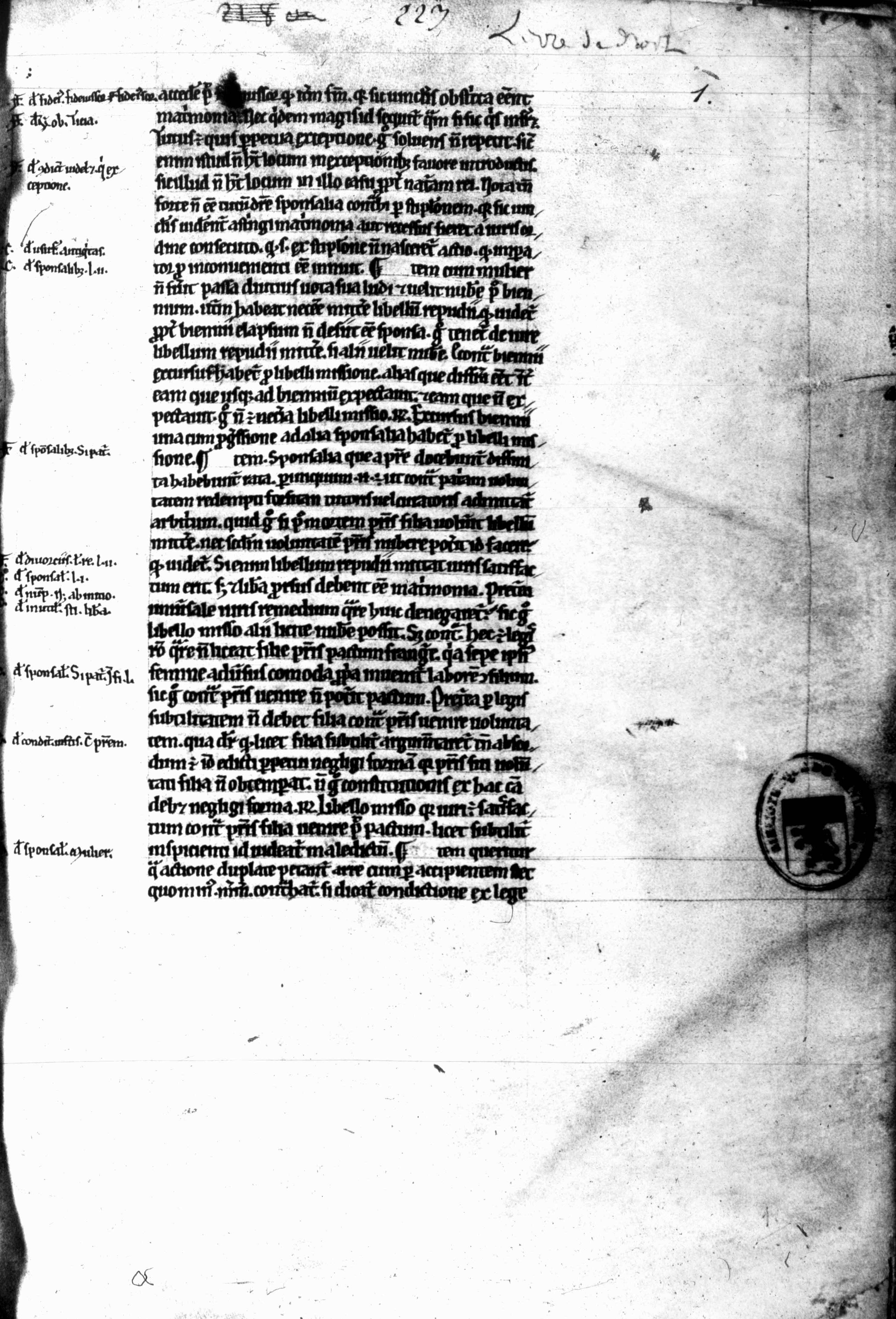
Summa Vindocinensis, manoscritto, XIII secolo.

## Opere
È indicato come l'autore del "Casus Codicis", una raccolta di leggi, codici ed altri scritti minori, molto simile alla  Summa Berolinensis.

### Manoscritti
- Casus Codicis, XIII secolo, Città del Vaticano, Biblioteca Apostolica Vaticana, Fondo Vaticano latino, Vat. lat. 2302,  f. 290v.
  -  Casus Codicis, XIII secolo, Düsseldorf, Universitäts- und Landesbibliothek, Handschriften, Ms. E 9a,  ff. 170ra-269vb.
  -  Casus Codicis, fragmentum, C. 9.2.4 - C. 9.9.27, XII-XIII secolo, Città del Vaticano, Biblioteca Apostolica Vaticana, Fondo Vaticano latino, Vat. lat. 1484,  ff. I, 170-171, II.
  -  Casus Codicis, fragmentum, C. 3.1.13 - C. 3.28.36, XIII secolo, Città del Vaticano, Biblioteca Apostolica Vaticana, Fondo Vaticano latino, Vat. lat. 1868,  ff. 161, II, I, 162.
- Summa Vindocinensis, XIII secolo, Vendôme, Bibliothèque du Parc Ronsard, Fonds manuscrits, MS 223,  ff. 1r-154v.